# Öreryd
Öreryd är kyrkbyn i Öreryds socken i Gislaveds kommun i Jönköpings län, belägen norr om Hestra.
I byn ligger Öreryds kyrka.

## Öreryds interneringsläger
I Öreryd fanns under andra världskriget ett interneringsläger för utländska medborgare. Från maj 1940 förlades norska flyktingar dit, och sommaren 1945 tog lägret emot överlevande från koncentrationsläger i Tyskland.
Den norska legationen i Stockholm representerade Norges exilregering i London och hade inflytande över lägret. Den drev med den svenska regeringens tillstånd en flyktingsluss och förhörde de nyanlända och sållade bort tyskvänliga infiltratörer, vilka skickades till andra läger. De norska poilstruppernas Bataljon IV utbildades i Öreryd.